# Wojskowe Centrum Rekrutacji w Gorzowie Wielkopolskim
Wojskowe Centrum Rekrutacji w Gorzowie Wielkopolskim (WCR Gorzów; WCR Gorzów Wlkp.) – terenowy organ administracji wojskowej w Gorzowie Wielkopolskim, na terenie Garnizonu Skwierzyna. Stanowi zasadnicze ogniwo zabezpieczające mobilizacyjne rozwinięcie jednostek wojskowych na administrowanym terenie. Podlega Centralnemu Wojskowemu Centrum Rekrutacji.

## Symbolika
W latach 2002–2013 logo WKU w Gorzowie Wielkopolskim, za zgodą Wojskowego Komendanta uzupełnień mogło być umieszczane na drukach i wydawnictwach oraz materiałach, których tematyka była związana z Wojskowymi Komendami Uzupełnień.
Decyzją nr 25/MON Ministra Obrony Narodowej z dnia 12 lutego 2013 roku wprowadzono odznakę pamiątkową, tym samym logo zastąpione zostało oficjalną odznaką WKU.

## Obszar działania
Zgodnie z Rozporządzeniem MON z dnia 4 marca 2010 r. w sprawie wojewódzkich sztabów wojskowych i wojskowych komend uzupełnień (Dz.U. z 2014 r. poz. 1433) od 1 stycznia 2011 r. realizuje swoje zadania na obszarze powiatów: gorzowskiego, międzyrzeckiego, słubickiego, strzelecko-drezdeneckiego, sulęcińskiego i miasta Gorzów Wielkopolski.

## Struktura organizacyjna
Strukturę organizacyjną wojskowej komendy uzupełnień tworzą wydziały:
1. planowania mobilizacyjnego i administrowania rezerwami;
2. rekrutacji.

Do kierowniczych stanowisk wojskowych komend uzupełnień należą:
1. wojskowy komendant uzupełnień;
2. zastępca wojskowego komendanta uzupełnień – szef wydziału planowania mobilizacyjnego i administrowania rezerwami;
3. szef wydziału rekrutacji;
4. kierownik pracowni psychologicznej.

## Komendanci Instytucji
Lista zawiera  komendantów RKU, WKR, PSzW i WKU:

1. kpt. Adamczyk (1945–1948)
2. mjr Wiktor Kucera (1957–1962)
3. ppłk dypl. Marian Witkowski (1962–1965)
4. ppłk Leon Wojnar (1965–1975)
5. płk dypl. Stanisław Fidut (1975–1990)
6. płk dypl. Kazimierz Osiński (1990–1999)
7. płk dypl. Czesław Gawron (2000–2003)
8. ppłk dypl. Mieczysław Dej (2003–2010)
9. ppłk dypl. Lucjan Jopkiewicz (2013 – nadal)

Insygnia
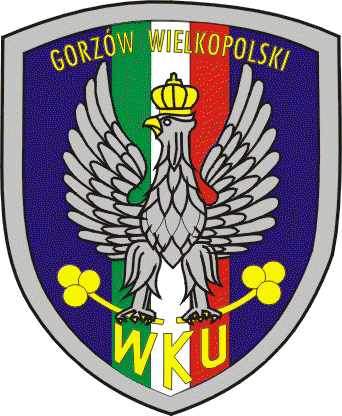
Logo WKU Gorzów Wielkopolski (2002-2013)
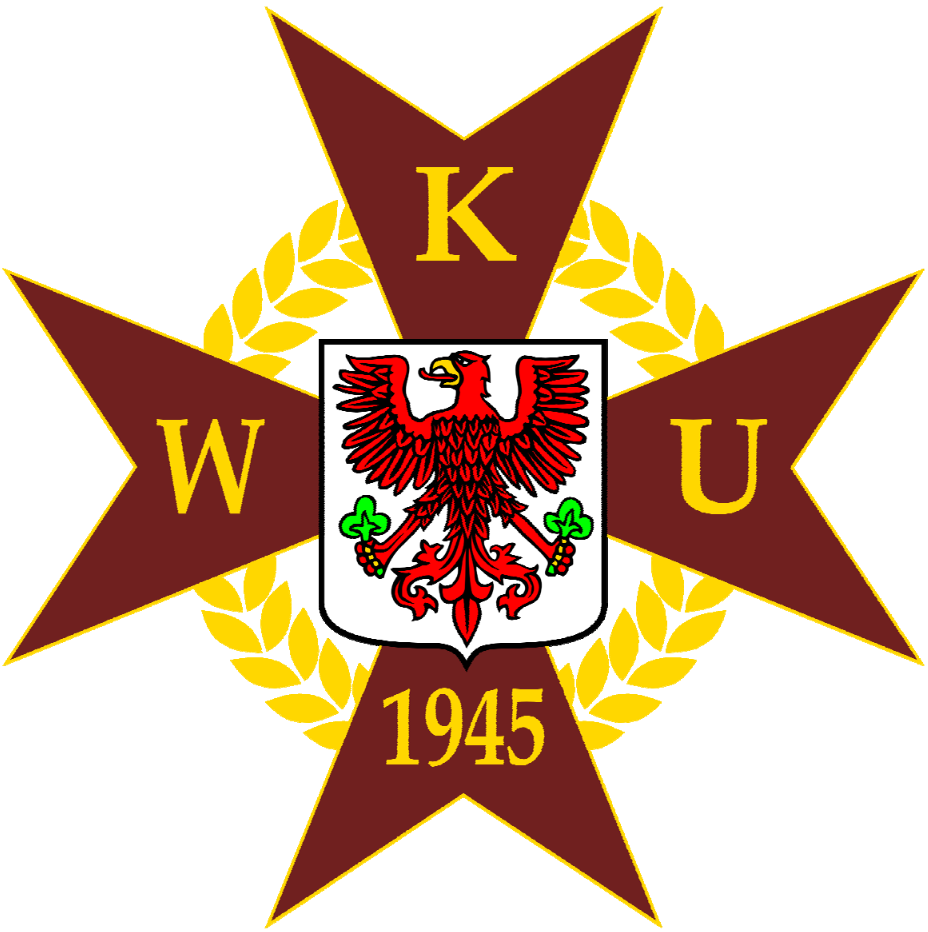
Odznaka pamiątkowa WKU Gorzów Wielkopolski (2013-2022)
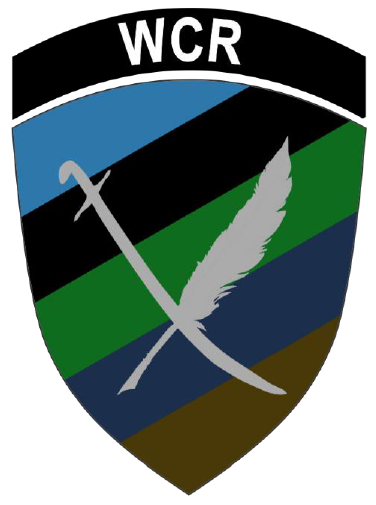
Ogólna oznaka rozpoznawcza WCR na mundur wyjściowy (od 2024)
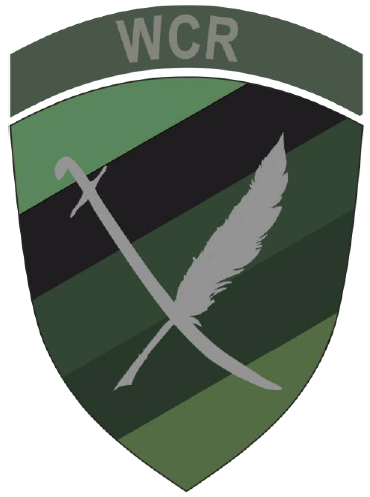
Ogólna oznaka rozpoznawcza WCR na mundur polowy (od 2024)